# Mátraháza
Het stadje Mátraháza ligt in het noorden van Hongarije in het Mátragebergte.
Ze ligt 3 km ten noorden van Mátrafüred en aan de voet van de hoogste berg van Hongarije: de Kékes-berg.
In de winter wordt deze plaats drukker bezocht door ski-liefhebbers, dan in de zomer door toeristen. Het is een van de grootste wintersportcentra van het land. 's Zomers is het minder aantrekkelijk.

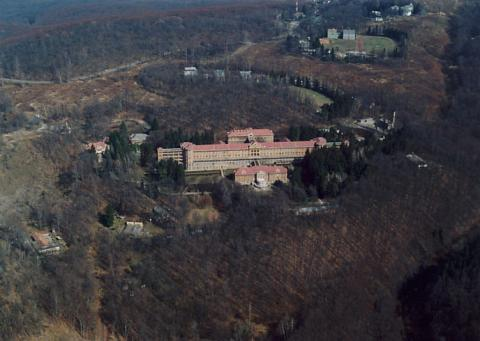
Mátraháza
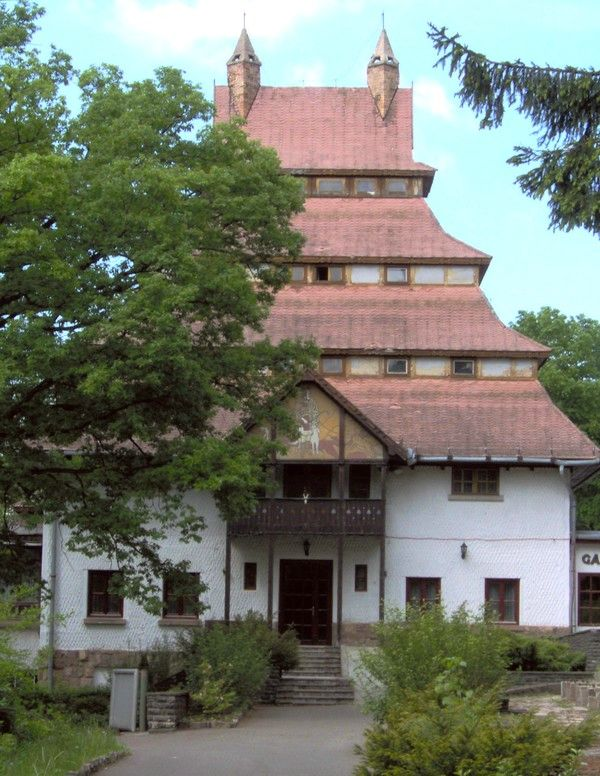
Pagode in Mátraháza